# Max Bierbaum
Max Bierbaum (* 14. September 1883 in Münster; † 2. November 1975 ebenda) war ein deutscher römisch-katholischer Priester.

## Leben
Der Sohn des Geheimen Sanitätsrates Dr. med. Friedrich Bierbaum und seiner Gemahlin Maria geb. Lück studierte nach dem Abitur Ostern 1903 am Gymnasium Paulinum (Münster) an den Universitäten Münster (bei Joseph Greving und Georg Schreiber) und Innsbruck Philosophie und Theologie. Ostern 1907 trat er in das Collegium Borromaeum Münster ein und empfing am 13. Juni 1908 die Priesterweihe. Nach vier Jahren als Kaplan an St. Aldegundis (Emmerich) studierte er von September 1912 bis September 1913 in Rom und war Kaplan am Campo Santo Teutonico. Dann wurde er Bischöflicher Kaplan in Münster. Ab Frühjahr 1916 war er freiwilliger Feldgeistlicher für den türkischen Orient und war in Kleinasien, Mesopotamien und Palästina in der Zivil- und Militärseelsorge tätig. Im November 1918 wurde er als Kaplan an die St.-Mauritz-Kirche (Münster) berufen. Nach der Promotion (Bettelorden und Weltgeistlichkeit an der Universität Paris. Texte und Untersuchungen zum literarischen Armuts- und Exemtionsstreit des 13. Jahrhunderts (1255–1272)) 1920 war er seit 1924 Synodalrichter in Münster. Nach der Habilitation (Dompräbendar Helfferich von Speyer und der Münchener Nuntius Serra-Cassano) 1924 lehrte er seit 1930 als Professor für Missionswissenschaft in Münster. Er war Chefredakteur (1938–1941 und 1947–1952) der Zeitschrift Missionswissenschaft und Religionswissenschaft.

## Schriften (Auswahl)
- Die letzte Romfahrt des Kardinals von Galen. Münster 1946, OCLC 717363240.
- Maria vom Göttlichen Herzen Droste zu Vischering Ein Lebensbild. Unter Benutzung unveröffentlichter Quellen. Freiburg im Breisgau 1966, OCLC 720317308.
- Nicht Lob, nicht Furcht. Das Leben des Kardinals von Galen nach unveröffentlichten Briefen und Dokumenten. Münster 1984, ISBN 3-7923-0417-1.
- mit Josef Traeger und Adolf Faller: Niels Stensen. Anatom, Geologe und Bischof 1638–1686. 3. verbesserte und erweiterte Auflage, Aschendorff, Münster 1989, ISBN 3-402-05103-6.